# Brian Maisonneuve
Brian Maisonneuve (født 28. juni 1973 i Warren, Michigan, USA) er en tidligere amerikansk fodboldspiller (defensiv midtbane). Han spillede hele sin professionelle karriere, fra 1996 til 2004, hos Columbus Crew i den bedste amerikanske fodboldliga, Major League Soccer.
Maisonneuve spillede desuden 13 kampe for USA's landshold. Han var en del af den amerikanske trup til VM i 1998 i Frankrig. Her spillede han alle amerikanernes kampe, men kunne ikke forhindre at holdet blev slået ud efter det indledende gruppespil.